# El Salvador nos Jogos Olímpicos de Verão da Juventude de 2010
El Salvador participou dos Jogos Olímpicos de Verão da Juventude de 2010 em Cingapura. Sua delegação foi composta de quatro atletas que competiram em igual número de esportes.

## Ginástica artística
| Atleta                   | Evento                       | Qualificação | Qualificação | Final por aparelhos | Final por aparelhos | Final individual geral | Final individual geral | Final individual geral | Final individual geral | Final individual geral | Final individual geral |
| Atleta                   | Evento                       | Result.      | Pos.         | Result.             | Pos.                | Barras assimétricas    | Trave                  | Solo                   | Salto                  | Total                  | Pos.                   |
| ------------------------ | ---------------------------- | ------------ | ------------ | ------------------- | ------------------- | ---------------------- | ---------------------- | ---------------------- | ---------------------- | ---------------------- | ---------------------- |
| Gabriela Dominguez Amaya | Salto feminino               | 12.400       | 35º          | Não avançou         | Não avançou         |                        |                        |                        |                        |                        |                        |
| Gabriela Dominguez Amaya | Barras assimétricas feminino | 8.200        | 39º          | Não avançou         | Não avançou         |                        |                        |                        |                        |                        |                        |
| Gabriela Dominguez Amaya | Trave feminino               | 10.450       | 38º          | Não avançou         | Não avançou         |                        |                        |                        |                        |                        |                        |
| Gabriela Dominguez Amaya | Solo feminino                | 10.150       | 41º          | Não avançou         | Não avançou         |                        |                        |                        |                        |                        |                        |
| Gabriela Dominguez Amaya | Individual geral feminino    | 41.200       | 39º          |                     |                     | Não avançou            | Não avançou            | Não avançou            | Não avançou            | Não avançou            | Não avançou            |

## Esgrima
| Evento                      | Atleta                  | Qualificação | Qualificação | Oitavas-de-final               | Quartas-de-final   | Semifinais         | Final              | Pos. final |
| Evento                      | Atleta                  | Oponente Resultado | Pos.         | Oponente Resultado             | Oponente Resultado | Oponente Resultado | Oponente Resultado | Pos. final |
| --------------------------- | ----------------------- | --- | ------------ | ------------------------------ | ------------------ | ------------------ | ------------------ | ---------- |
| Florete individual feminino | Ivania Carbello Barrera | SIN Ye Ying Liane Wong D 2-5 KOR Choi Duk-Ha V 5-2 HUN Dóra Lupkovics D 4-5 CHN Wang Lianlian D 1-2 SVK Michalla Celerová D 2-5 | 11º          | SIN Ye Ying Liane Wong D 12-15 | Não avançou        | Não avançou        | Não avançou        | 11º        |

## Remo
| Prova                   | Atleta                | Elim.   | Elim.      | Repescagem | Repescagem  | Semifinais | Semifinais    | Final   | Final        |
| Prova                   | Atleta                | Tempo   | Pos.       | Tempo      | Pos.        | Tempo      | Pos.          | Tempo   | Pos.         |
| ----------------------- | --------------------- | ------- | ---------- | ---------- | ----------- | ---------- | ------------- | ------- | ------------ |
| Skiff simples masculino | Roberto Lopez Salazar | 3:30.53 | 3º(bat. 3) | 3:35.36    | 3º (rep. 2) | 3:42.94    | 1º (sf C/D 2) | 3:33.72 | 1º (Final C) |

## Tênis de mesa
| Evento            | Atleta     | 1ª fase | 1ª fase | 1ª fase | 2ª fase consolação | 2ª fase consolação | 2ª fase consolação | Pos. final |
| Evento            | Atleta     | Grupo   | Confrontos | Pos.    | Grupo              | Confrontos | Pos.               | Pos. final |
| ----------------- | ---------- | ------- | --- | ------- | ------------------ | --- | ------------------ | ---------- |
| Simples masculino | Luis Mejía | A       | GER Florian Wagner V 3-2 (11-9, 11-4, 3-11, 8-11, 11-7) POL Konrad Kulpa D 0-3 (2-11, 10-12, 4-11) JPN Koki Niwa D 0-3 (4-11, 5-11, 4-11) | 3º      | EE                 | UZB Elmurod Holikov D 0-3 (5-11, 8-11, 7-11) PAR Axel Gavilán D 0-3 (12-14, 6-11, 9-11) IND Avik Das V 3-1 (12-10, 11-6, 6-11, 11-9) | 3º                 | --         |

| Evento         | Atleta                                                 | 1ª fase | 1ª fase                                                                                        | 1ª fase | Torneio de consolação     | Torneio de consolação | Pos. final |
| Evento         | Atleta                                                 | Grupo   | Confrontos                                                                                     | Pos.    | 1ª rodada                 | 2ª rodada             | Pos. final |
| -------------- | ------------------------------------------------------ | ------- | ---------------------------------------------------------------------------------------------- | ------- | ------------------------- | --------------------- | ---------- |
| Equipes mistas | Luis Mejía e AUS Lily Phan (Equipe Intercontinental 3) | B       | Europa 2 D 0-3 (0-3, 0-3, 0-3) FRA França D 0-3 (0-3, 0-3, 0-3) Europa 6 D 0-3 (0-3, 1-3, 0-3) | 4º      | Europa 3 D 0-2 (2-3, 0-3) | Não avançou           | 25º        |